# Olympische Winterspiele 1998/Eishockey (Frauen)/Kader
Die Kader des olympischen Eishockeyturniers der Frauen 1998, das vom 8. bis zum 17. Februar 1998 im japanischen Nagano in der gleichnamigen Präfektur Nagano ausgetragen wurde, bestanden aus insgesamt 120 Spielerinnen in sechs Mannschaften. Jedes Team nominierte ein Aufgebot von 20 Spielerinnen, das aus zwei Torhüterinnen, zwischen sechs und acht Verteidigerinnen sowie zehn bis zwölf Angreiferinnen bestand.
Im Folgenden sind die Kader der Teams, nach Gruppen sortiert, ebenso aufgelistet wie der jeweilige Trainerstab und weitere Offizielle.

## Legende
| Allgemein   |                                                     |                                                     |                                                     |
| Nr.         | Trikotnummer der Spielerin                          | Trikotnummer der Spielerin                          | Trikotnummer der Spielerin                          |
| Pos.        | Position der Spielerin                              | F                                                   | Angreiferin                                         |
| Pos.        | Position der Spielerin                              | D                                                   | Verteidigerin                                       |
| Team (Liga) | Vereinsmannschaft (und Liga) zu Beginn des Turniers | Vereinsmannschaft (und Liga) zu Beginn des Turniers | Vereinsmannschaft (und Liga) zu Beginn des Turniers |

| Statistiken   |               |            |                   |
| Feldspielerin | Feldspielerin | Torhüterin | Torhüterin        |
| Sp            | Spiele        | S          | Siege             |
| T             | Tore          | U          | Unentschieden     |
| V             | Vorlagen      | N          | Niederlagen       |
| Pkt           | Scorerpunkte  | Min        | gespielte Minuten |
| SM            | Strafminuten  | GT         | Gegentore         |
| +/−           | Plus/Minus    | SO         | Shutouts          |
|               |               | Sv%        | Fangquote         |
|               |               | GTS        | Gegentorschnitt   |

## Teilnehmer

### Volksrepublik China
| Feldspielerinnen | Feldspielerinnen | Feldspielerinnen | Feldspielerinnen | Feldspielerinnen | Feldspielerinnen | Feldspielerinnen | Feldspielerinnen | Feldspielerinnen | Feldspielerinnen | Feldspielerinnen             |
| Nr.              | Name             | Pos.             | Geburtsdatum     | Sp               | T                | V                | Pkt              | SM               | +/−              | Team                         |
| ---------------- | ---------------- | ---------------- | ---------------- | ---------------- | ---------------- | ---------------- | ---------------- | ---------------- | ---------------- | ---------------------------- |
| 10               | Chen Jing        | D                | 22. Apr. 1971    | 6                | 0                | 0                | 0                | 0                | +1               | Harbin (Chin. Meisterschaft) |
| 5                | Dang Hong        | F                | 28. Jan. 1969    | 6                | 0                | 0                | 0                | 0                | −5               | Harbin (Chin. Meisterschaft) |
| 12               | Diao Ying        | F                | 24. Nov. 1974    | 3                | 0                | 0                | 0                | 0                | −1               | Harbin (Chin. Meisterschaft) |
| 2                | Gong Ming        | D                | 15. Feb. 1973    | 6                | 0                | 1                | 1                | 10               | ±0               | Harbin (Chin. Meisterschaft) |
| 16               | Guo Lili         | F                | 5. Mai 1976      | 1                | 0                | 0                | 0                | 0                | ±0               | Harbin (Chin. Meisterschaft) |
| 14               | Guo Wei          | F                | 5. Nov. 1969     | 6                | 3                | 1                | 4                | 6                | −2               | Harbin (Chin. Meisterschaft) |
| 4                | Li Xuan          | D                | 29. Feb. 1972    | 6                | 0                | 1                | 1                | 6                | −3               | Harbin (Chin. Meisterschaft) |
| 21               | Liu Chunhua      | D                | 6. Mai 1974      | 5                | 0                | 0                | 0                | 4                | −1               | Harbin (Chin. Meisterschaft) |
| 3                | Liu Hongmei      | F                | 27. Dez. 1973    | 6                | 2                | 3                | 5                | 4                | −4               | Harbin (Chin. Meisterschaft) |
| 6                | Lu Yan           | D                | 25. Juli 1972    | 6                | 0                | 1                | 1                | 6                | ±0               | Harbin (Chin. Meisterschaft) |
| 18               | Ma Jinping       | F                | 1. Jan. 1972     | 6                | 0                | 0                | 0                | 6                | −2               | Harbin (Chin. Meisterschaft) |
| 19               | Ma Xiaojun       | F                | 12. Juli 1978    | 1                | 0                | 0                | 0                | 0                | ±0               | Harbin (Chin. Meisterschaft) |
| 9                | Sang Hong        | F                | 29. Apr. 1974    | 6                | 1                | 0                | 1                | 4                | −1               | Harbin (Chin. Meisterschaft) |
| 17               | Wang Wei         | D                | 15. Feb. 1977    | 6                | 0                | 2                | 2                | 2                | −6               | Harbin (Chin. Meisterschaft) |
| 15               | Xu Lei           | D                | 26. Jan. 1977    | 6                | 0                | 1                | 1                | 4                | −1               | Harbin (Chin. Meisterschaft) |
| 8                | Yang Xiuqing     | F                | 15. Apr. 1975    | 6                | 3                | 2                | 5                | 12               | +2               | Harbin (Chin. Meisterschaft) |
| 13               | Zhang Jing       | F                | 18. März 1977    | 6                | 0                | 0                | 0                | 2                | −5               | Harbin (Chin. Meisterschaft) |
| 7                | Zhang Lan        | F                | 18. Sep. 1968    | 6                | 2                | 1                | 3                | 0                | +2               | Harbin (Chin. Meisterschaft) |

| Torhüterinnen | Torhüterinnen | Torhüterinnen | Torhüterinnen | Torhüterinnen | Torhüterinnen | Torhüterinnen | Torhüterinnen | Torhüterinnen | Torhüterinnen | Torhüterinnen | Torhüterinnen | Torhüterinnen                |
| Nr.           | Name          | Geburtsdatum  | Sp            | S             | U             | N             | Min           | GT            | SO            | Sv%           | GTS           | Team                         |
| ------------- | ------------- | ------------- | ------------- | ------------- | ------------- | ------------- | ------------- | ------------- | ------------- | ------------- | ------------- | ---------------------------- |
| 20            | Guo Hong      | 1. Mai 1973   | 6             | 2             | 0             | 3             | 350           | 16            | 0             | 89,33         | 2,75          | Harbin (Chin. Meisterschaft) |
| 1             | Huo Lina      | 30. März 1973 | 1             | 0             | 0             | 1             | 10            | 2             | 0             | 66,67         | 12,12         | Harbin (Chin. Meisterschaft) |

| Offizielle        | Offizielle          | Offizielle   | Offizielle    |
| Funktion          | Nat.                | Name         | Geburtsdatum  |
| ----------------- | ------------------- | ------------ | ------------- |
| Cheftrainer       | China Volksrepublik | Yao Naifeng  | 1956          |
| Assistenztrainer  | China Volksrepublik | Zhang Zhinan | 12. Aug. 1963 |
| Mannschaftsführer | China Volksrepublik | Yu Zaizhou   |               |
| Mannschaftsführer | China Volksrepublik | Zhu Chengyii |               |

### Finnland
| Feldspielerinnen | Feldspielerinnen       | Feldspielerinnen | Feldspielerinnen | Feldspielerinnen | Feldspielerinnen | Feldspielerinnen | Feldspielerinnen | Feldspielerinnen | Feldspielerinnen | Feldspielerinnen                   |
| Nr.              | Name                   | Pos.             | Geburtsdatum     | Sp               | T                | V                | Pkt              | SM               | +/−              | Team                               |
| ---------------- | ---------------------- | ---------------- | ---------------- | ---------------- | ---------------- | ---------------- | ---------------- | ---------------- | ---------------- | ---------------------------------- |
| 10               | Sari Fisk              | F                | 17. Dez. 1971    | 6                | 2                | 4                | 6                | 4                | +15              | Tampereen Ilves (Naisten SM-sarja) |
| 20               | Kirsi Hänninen – A     | D                | 3. Okt. 1976     | 6                | 4                | 3                | 7                | 6                | +13              | JYP Naiset (Naisten SM-sarja)      |
| 5                | Satu Huotari           | D                | 13. März 1967    | 6                | 0                | 1                | 1                | 4                | +3               | Oulun Kärpät (Naisten SM-sarja)    |
| 9                | Marianne Ihalainen – C | F                | 22. Feb. 1967    | 5                | 0                | 0                | 0                | 0                | +1               | Tampereen Ilves (Naisten SM-sarja) |
| 15               | Johanna Ikonen         | D                | 9. Jan. 1969     | 6                | 4                | 1                | 5                | 6                | +9               | Kiekko-Espoo (Naisten SM-sarja)    |
| 17               | Sari Krooks            | F                | 2. Feb. 1968     | 6                | 2                | 2                | 4                | 12               | ±0               | North York Aeros (COWHL)           |
| 3                | Emma Laaksonen         | D                | 17. Dez. 1981    | 4                | 0                | 0                | 0                | 2                | −1               | Kiekko-Espoo (Naisten SM-sarja)    |
| 22               | Sanna Lankosaari       | F                | 20. Aug. 1978    | 5                | 2                | 1                | 3                | 4                | −1               | Oulun Kärpät (Naisten SM-sarja)    |
| 26               | Marika Lehtimäki       | F                | 7. Feb. 1975     | 5                | 2                | 3                | 5                | 0                | +8               | Tampereen Ilves (Naisten SM-sarja) |
| 4                | Katja Lehto            | D                | 14. Aug. 1972    | 6                | 1                | 3                | 4                | 0                | +12              | JYP Naiset (Naisten SM-sarja)      |
| 13               | Riikka Nieminen – A    | F                | 12. Juni 1973    | 6                | 7                | 5                | 12               | 4                | +14              | JYP Naiset (Naisten SM-sarja)      |
| 25               | Marja-Helena Pälvilä   | F                | 4. März 1970     | 6                | 0                | 0                | 0                | 0                | +3               | Oulun Kärpät (Naisten SM-sarja)    |
| 29               | Karoliina Rantamäki    | F                | 23. Feb. 1978    | 6                | 2                | 1                | 3                | 0                | +5               | Kiekko-Espoo (Naisten SM-sarja)    |
| 16               | Tiia Reima             | F                | 1. Feb. 1973     | 4                | 2                | 1                | 3                | 6                | 6                | Tampereen Ilves (Naisten SM-sarja) |
| 28               | Katja Riipi            | F                | 26. Okt. 1975    | 6                | 1                | 2                | 3                | 4                | ±0               | Oulun Kärpät (Naisten SM-sarja)    |
| 27               | Päivi Salo             | D                | 31. Jan. 1974    | 6                | 0                | 0                | 0                | 4                | +1               | Oulun Kärpät (Naisten SM-sarja)    |
| 14               | Maria Selin            | F                | 8. Sep. 1977     | 5                | 0                | 1                | 1                | 2                | +3               | Kiekko-Espoo (Naisten SM-sarja)    |
| 21               | Petra Vaarakallio      | F                | 17. Juni 1975    | 6                | 2                | 2                | 4                | 2                | +6               | Kiekko-Espoo (Naisten SM-sarja)    |

| Torhüterinnen | Torhüterinnen     | Torhüterinnen | Torhüterinnen | Torhüterinnen | Torhüterinnen | Torhüterinnen | Torhüterinnen | Torhüterinnen | Torhüterinnen | Torhüterinnen | Torhüterinnen | Torhüterinnen                      |
| Nr.           | Name              | Geburtsdatum  | Sp            | S             | U             | N             | Min           | GT            | SO            | Sv%           | GTS           | Team                               |
| ------------- | ----------------- | ------------- | ------------- | ------------- | ------------- | ------------- | ------------- | ------------- | ------------- | ------------- | ------------- | ---------------------------------- |
| 19            | Tuula Puputti     | 5. Nov. 1977  | 5             | 3             | 0             | 1             | 271           | 7             | 1             | 89,55         | 1,55          | JYP Naiset (Naisten SM-sarja)      |
| 1             | Liisa-Maria Sneck | 10. Nov. 1968 | 2             | 1             | 0             | 1             | 89            | 5             | 0             | 80,00         | 2,70          | Keravan Shakers (Naisten SM-sarja) |

| Offizielle       | Offizielle | Offizielle       | Offizielle    |
| Funktion         | Nat.       | Name             | Geburtsdatum  |
| ---------------- | ---------- | ---------------- | ------------- |
| Cheftrainer      | Finnland   | Rauno Korpi      | 25. Juni 1951 |
| Assistenztrainer | Finnland   | Jorma Kurjenmäki | 26. Okt. 1948 |
| General Manager  | Finnland   | Seppo Liitsola   | 7. Feb. 1933  |

### Japan
| Feldspielerinnen | Feldspielerinnen | Feldspielerinnen | Feldspielerinnen | Feldspielerinnen | Feldspielerinnen | Feldspielerinnen | Feldspielerinnen | Feldspielerinnen | Feldspielerinnen | Feldspielerinnen                       |
| Nr.              | Name             | Pos.             | Geburtsdatum     | Sp               | T                | V                | Pkt              | SM               | +/−              | Team                                   |
| ---------------- | ---------------- | ---------------- | ---------------- | ---------------- | ---------------- | ---------------- | ---------------- | ---------------- | ---------------- | -------------------------------------- |
| 11               | Miharu Araki     | F                | 20. Juli 1971    | 5                | 0                | 0                | 0                | 0                | −8               | Iwakura (AJWIHC)                       |
| 17               | Shiho Fujiwara   | F                | 16. Nov. 1971    | 5                | 0                | 1                | 1                | 4                | −13              | Iwakura (AJWIHC)                       |
| 4                | Akiko Hatanaka   | D                | 23. Apr. 1975    | 5                | 1                | 0                | 1                | 4                | −9               | Iwakura (AJWIHC)                       |
| 13               | Mitsuko Igarashi | F                | 21. Aug. 1977    | 5                | 0                | 0                | 0                | 2                | −13              | Iwakura (AJWIHC)                       |
| 2                | Yokō Kondō       | D                | 13. Feb. 1979    | 5                | 0                | 0                | 0                | 0                | −7               | Kokudo Ladies Ice Hockey Club (AJWIHC) |
| 19               | Akiko Naka       | F                | 5. Juni 1980     | 5                | 0                | 0                | 0                | 0                | −6               | Sports SF (AJWIHC)                     |
| 6                | Maiko Obikawa    | D                | 13. März 1973    | 5                | 0                | 1                | 1                | 4                | −17              | Iwakura (AJWIHC)                       |
| 14               | Yukari Ohno      | F                | 10. Aug. 1975    | 5                | 0                | 0                | 0                | 8                | −11              | Kokudo Ladies Ice Hockey Club (AJWIHC) |
| 7                | Satomi Ōno       | F                | 18. Nov. 1975    | 5                | 0                | 0                | 0                | 8                | −4               | Iwakura (AJWIHC)                       |
| 5                | Chie Sakuma      | D                | 1. März 1972     | 5                | 0                | 0                | 0                | 6                | −14              | Iwakura (AJWIHC)                       |
| 12               | Ayumi Satō       | F                | 16. Juli 1977    | 5                | 0                | 0                | 0                | 0                | −3               | Kokudo Ladies Ice Hockey Club (AJWIHC) |
| 15               | Masako Satō      | F                | 6. Sep. 1973     | 5                | 1                | 0                | 1                | 6                | −6               | Iwakura (AJWIHC)                       |
| 3                | Rie Satō         | D                | 31. Jan. 1972    | 5                | 0                | 0                | 0                | 2                | −7               | Iwakura (AJWIHC)                       |
| 9                | Yuiko Satomi     | D                | 22. Okt. 1975    | 5                | 0                | 0                | 0                | 8                | −4               | Sports SF (AJWIHC)                     |
| 16               | Aki Sudo         | F                | 20. Jan. 1975    | 5                | 0                | 0                | 0                | 20               | −8               | Rokkatei Bears (AJWIHC)                |
| 10               | Yuki Togawa      | F                | 28. Feb. 1978    | 5                | 0                | 0                | 0                | 16               | −11              | Rokkatei Bears (AJWIHC)                |
| 18               | Aki Tsuchida     | F                | 29. Mai 1979     | 5                | 0                | 0                | 0                | 6                | −11              | Rokkatei Bears (AJWIHC)                |
| 8                | Naho Yoshimi     | D                | 31. Jan. 1972    | 5                | 0                | 1                | 1                | 4                | −9               | Kokudo Ladies Ice Hockey Club (AJWIHC) |

| Torhüterinnen | Torhüterinnen   | Torhüterinnen | Torhüterinnen | Torhüterinnen | Torhüterinnen | Torhüterinnen | Torhüterinnen | Torhüterinnen | Torhüterinnen | Torhüterinnen | Torhüterinnen | Torhüterinnen                          |
| Nr.           | Name            | Geburtsdatum  | Sp            | S             | U             | N             | Min           | GT            | SO            | Sv%           | GTS           | Team                                   |
| ------------- | --------------- | ------------- | ------------- | ------------- | ------------- | ------------- | ------------- | ------------- | ------------- | ------------- | ------------- | -------------------------------------- |
| 1             | Yuka Oda        | 15. März 1973 | 5             | 0             | 0             | 2             | 215           | 30            | 0             | 82,95         | 7,98          | Iwakura (AJWIHC)                       |
| 20            | Haruka Watanabe | 13. Dez. 1972 | 3             | 0             | 0             | 3             | 85            | 15            | 0             | 77,61         | 12,15         | Kokudo Ladies Ice Hockey Club (AJWIHC) |

| Offizielle  | Offizielle | Offizielle  | Offizielle    |
| Funktion    | Nat.       | Name        | Geburtsdatum  |
| ----------- | ---------- | ----------- | ------------- |
| Cheftrainer | Kanada     | Wally Kozak | 22. Dez. 1945 |

### Kanada
| Feldspielerinnen | Feldspielerinnen    | Feldspielerinnen | Feldspielerinnen | Feldspielerinnen | Feldspielerinnen | Feldspielerinnen | Feldspielerinnen | Feldspielerinnen | Feldspielerinnen | Feldspielerinnen                 |
| Nr.              | Name                | Pos.             | Geburtsdatum     | Sp               | T                | V                | Pkt              | SM               | +/−              | Team                             |
| ---------------- | ------------------- | ---------------- | ---------------- | ---------------- | ---------------- | ---------------- | ---------------- | ---------------- | ---------------- | -------------------------------- |
| 7                | Jennifer Botterill  | F                | 1. Mai 1979      | 6                | 0                | 0                | 0                | 0                | −3               | Hockey Canada                    |
| 6                | Thérèse Brisson     | D                | 5. Okt. 1966     | 6                | 5                | 2                | 7                | 6                | +5               | Maritime Sports Blades (EWNC)    |
| 77               | Cassie Campbell     | D                | 22. Nov. 1973    | 6                | 1                | 2                | 3                | 8                | +3               | North York Aeros (COWHL)         |
| 21               | Judy Diduck         | D                | 21. Apr. 1966    | 6                | 2                | 2                | 4                | 10               | −2               | Edmonton Chimos (EWNC)           |
| 18               | Nancy Drolet        | F                | 2. Aug. 1973     | 6                | 1                | 2                | 3                | 10               | −4               | Jofa-Titan de Sherbrooke (LRHFQ) |
| 12               | Lori Dupuis         | F                | 14. Nov. 1972    | 6                | 2                | 1                | 3                | 6                | −3               | Newtonbrook Panthers (COWHL)     |
| 15               | Danielle Goyette    | F                | 30. Jan. 1966    | 6                | 8                | 1                | 9                | 10               | +10              | Hockey Canada                    |
| 91               | Geraldine Heaney    | D                | 1. Okt. 1967     | 6                | 2                | 4                | 6                | 2                | −1               | North York Aeros (COWHL)         |
| 16               | Jayna Hefford       | F                | 14. Mai 1977     | 6                | 1                | 0                | 1                | 6                | +1               | University of Toronto (OUA)      |
| 4                | Becky Kellar        | D                | 1. Jan. 1975     | 6                | 1                | 2                | 3                | 2                | −2               | Hockey Canada                    |
| 14               | Kathy McCormack     | F                | 16. Feb. 1974    | 6                | 0                | 0                | 0                | 0                | +1               | Maritime Sports Blades (EWNC)    |
| 89               | Karen Nystrom       | F                | 17. Juni 1969    | 5                | 1                | 0                | 1                | 2                | −3               | Newtonbrook Panthers (COWHL)     |
| 27               | Laura Schuler       | F                | 3. Dez. 1970     | 6                | 0                | 0                | 0                | 4                | ±0               | Newtonbrook Panthers (COWHL)     |
| 9                | Fiona Smith         | D                | 31. Okt. 1973    | 5                | 1                | 0                | 1                | 2                | +7               | Edmonton Chimos (EWNC)           |
| 3                | France St. Louis    | F                | 17. Okt. 1958    | 6                | 1                | 2                | 3                | 0                | ±0               | Ferland 4-Glaces (EWNC)          |
| 61               | Vicky Sunohara      | F                | 18. Mai 1970     | 6                | 1                | 3                | 4                | 0                | −1               | Newtonbrook Panthers (COWHL)     |
| 22               | Hayley Wickenheiser | F                | 12. Aug. 1978    | 6                | 1                | 6                | 7                | 4                | +7               | Hockey Canada                    |
| 17               | Stacy Wilson – C    | F                | 12. Mai 1965     | 6                | 1                | 5                | 6                | 0                | +9               | Hockey Canada                    |

| Torhüterinnen | Torhüterinnen | Torhüterinnen | Torhüterinnen | Torhüterinnen | Torhüterinnen | Torhüterinnen | Torhüterinnen | Torhüterinnen | Torhüterinnen | Torhüterinnen | Torhüterinnen | Torhüterinnen |
| Nr.           | Name          | Geburtsdatum  | Sp            | S             | U             | N             | Min           | GT            | SO            | Sv%           | GTS           | Team          |
| ------------- | ------------- | ------------- | ------------- | ------------- | ------------- | ------------- | ------------- | ------------- | ------------- | ------------- | ------------- | ------------- |
| 30            | Lesley Reddon | 15. Nov. 1970 | 3             | 1             | 0             | 1             | 151           | 9             | 0             | 78,05         | 3,58          | Hockey Canada |
| 33            | Manon Rhéaume | 24. Feb. 1972 | 4             | 3             | 0             | 1             | 208           | 4             | 1             | 92,59         | 0,87          | Hockey Canada |

| Offizielle         | Offizielle | Offizielle        | Offizielle    |
| Funktion           | Nat.       | Name              | Geburtsdatum  |
| ------------------ | ---------- | ----------------- | ------------- |
| Cheftrainerin      | Kanada     | Shannon Miller    |               |
| Assistenztrainer   | Kanada     | Ray Bennett       | 17. Mai 1962  |
| Assistenztrainerin | Kanada     | Danièle Sauvageau | 22. Apr. 1962 |
| General Manager    | Kanada     | Glynis Peters     |               |

### Schweden
| Feldspielerinnen | Feldspielerinnen    | Feldspielerinnen | Feldspielerinnen | Feldspielerinnen | Feldspielerinnen | Feldspielerinnen | Feldspielerinnen | Feldspielerinnen | Feldspielerinnen | Feldspielerinnen                   |
| Nr.              | Name                | Pos.             | Geburtsdatum     | Sp               | T                | V                | Pkt              | SM               | +/−              | Team                               |
| ---------------- | ------------------- | ---------------- | ---------------- | ---------------- | ---------------- | ---------------- | ---------------- | ---------------- | ---------------- | ---------------------------------- |
| 15               | Lotta Almblad       | F                | 28. Apr. 1972    | 5                | 0                | 2                | 2                | 4                | −2               | FoC Farsta (Division 1)            |
| 23               | Gunilla Andersson   | D                | 26. Apr. 1975    | 5                | 1                | 1                | 2                | 20               | −5               | FoC Farsta (Division 1)            |
| 11               | Kristina Bergstrand | F                | 4. Okt. 1963     | 5                | 0                | 0                | 0                | 2                | ±0               | Nacka HK (Division 1)              |
| 20               | Pernilla Burholm    | D                | 16. Feb. 1974    | 5                | 1                | 0                | 1                | 4                | −5               | Nacka HK (Division 1)              |
| 28               | Susanne Ceder – C   | F                | 30. Juni 1967    | 5                | 0                | 0                | 0                | 2                | −4               | Keravan Shakers (Naisten SM-sarja) |
| 24               | Ann-Louise Edstrand | D                | 25. Apr. 1975    | 5                | 0                | 0                | 0                | 2                | −5               | Nacka HK (Division 1)              |
| 21               | Joa Elfsberg        | F                | 30. Juli 1979    | 5                | 0                | 1                | 1                | 2                | −1               | Nacka HK (Division 1)              |
| 18               | Åsa Elfving – A     | F                | 1. Feb. 1970     | 5                | 0                | 1                | 1                | 10               | −4               | Nacka HK (Division 1)              |
| 22               | Anne Ferm           | F                | 26. Aug. 1969    | 5                | 0                | 0                | 0                | 0                | −7               | Nacka HK (Division 1)              |
| 4                | Linda Gustafsson    | D                | 20. Feb. 1974    | 5                | 0                | 0                | 0                | 2                | −3               | MODO Hockey (Division 1)           |
| 12               | Malin Gustafsson    | F                | 24. Jan. 1980    | 5                | 1                | 0                | 1                | 16               | −4               | Veddige HK (Division 1)            |
| 8                | Erika Holst         | F                | 8. Apr. 1979     | 5                | 2                | 3                | 5                | 8                | −4               | Veddige HK (Division 1)            |
| 29               | Åsa Lidström        | D                | 15. Aug. 1968    | 5                | 0                | 0                | 0                | 2                | −2               | FoC Farsta (Division 1)            |
| 27               | Ylva Lindberg       | D                | 29. Juni 1976    | 5                | 0                | 0                | 0                | 2                | −4               | Nacka HK (Division 1)              |
| 19               | Tina Månsson        | D                | 22. Apr. 1968    | 5                | 1                | 0                | 1                | 2                | −2               | FoC Farsta (Division 1)            |
| 26               | Pia Morelius – A    | D                | 31. März 1966    | 5                | 1                | 0                | 1                | 14               | −2               | FoC Farsta (Division 1)            |
| 7                | Maria Rooth         | F                | 2. Nov. 1979     | 5                | 2                | 1                | 3                | 0                | ±0               | Veddige HK (Division 1)            |
| 25               | Therése Sjölander   | F                | 4. Mai 1981      | 5                | 1                | 2                | 3                | 6                | −1               | MODO Hockey (Division 1)           |

| Torhüterinnen | Torhüterinnen       | Torhüterinnen | Torhüterinnen | Torhüterinnen | Torhüterinnen | Torhüterinnen | Torhüterinnen | Torhüterinnen | Torhüterinnen | Torhüterinnen | Torhüterinnen | Torhüterinnen           |
| Nr.           | Name                | Geburtsdatum  | Sp            | S             | U             | N             | Min           | GT            | SO            | Sv%           | GTS           | Team                    |
| ------------- | ------------------- | ------------- | ------------- | ------------- | ------------- | ------------- | ------------- | ------------- | ------------- | ------------- | ------------- | ----------------------- |
| 30            | Annica Åhlén        | 17. Jan. 1975 | 3             | 0             | 0             | 3             | 180           | 16            | 0             | 83,67         | 5,36          | Nacka HK (Division 1)   |
| 1             | Charlotte Göthesson | 6. Apr. 1974  | 2             | 1             | 0             | 1             | 120           | 5             | 1             | 90,57         | 2,50          | FoC Farsta (Division 1) |

| Offizielle       | Offizielle | Offizielle      | Offizielle    |
| Funktion         | Nat.       | Name            | Geburtsdatum  |
| ---------------- | ---------- | --------------- | ------------- |
| Cheftrainer      | Schweden   | Bengt Ohlson    | 10. März 1943 |
| Assistenztrainer | Schweden   | Christian Yngve | 19. Sep. 1963 |
| General Manager  | Schweden   | Lars Karlsson   | 28. Mai 1953  |

### Vereinigte Staaten
| Feldspielerinnen | Feldspielerinnen  | Feldspielerinnen | Feldspielerinnen | Feldspielerinnen | Feldspielerinnen | Feldspielerinnen | Feldspielerinnen | Feldspielerinnen | Feldspielerinnen | Feldspielerinnen                      |
| Nr.              | Name              | Pos.             | Geburtsdatum     | Sp               | T                | V                | Pkt              | SM               | +/−              | Team                                  |
| ---------------- | ----------------- | ---------------- | ---------------- | ---------------- | ---------------- | ---------------- | ---------------- | ---------------- | ---------------- | ------------------------------------- |
| 24               | Chris Bailey      | D                | 5. Feb. 1972     | 6                | 0                | 1                | 1                | 4                | +7               | USA Hockey                            |
| 8                | Laurie Baker      | F                | 6. Nov. 1976     | 6                | 4                | 3                | 7                | 6                | +10              | USA Hockey                            |
| 18               | Alana Blahoski    | F                | 29. Apr. 1974    | 6                | 0                | 2                | 2                | 0                | +11              | USA Hockey                            |
| 3                | Lisa Brown-Miller | F                | 16. Nov. 1966    | 6                | 1                | 1                | 2                | 2                | +6               | USA Hockey                            |
| 6                | Karyn Bye – A     | F                | 18. Mai 1971     | 6                | 5                | 3                | 8                | 4                | +5               | USA Hockey                            |
| 5                | Colleen Coyne     | D                | 19. Sep. 1971    | 6                | 0                | 0                | 0                | 4                | +7               | USA Hockey                            |
| 25               | Tricia Dunn       | F                | 25. Apr. 1974    | 6                | 1                | 0                | 1                | 6                | +4               | USA Hockey                            |
| 21               | Cammi Granato – C | F                | 25. März 1971    | 6                | 4                | 4                | 8                | 0                | +2               | USA Hockey                            |
| 20               | Katie King        | F                | 24. Mai 1975     | 6                | 4                | 4                | 8                | 2                | +10              | USA Hockey                            |
| 15               | Shelley Looney    | F                | 21. Jan. 1972    | 6                | 4                | 1                | 5                | 2                | +4               | USA Hockey                            |
| 7                | Sue Merz          | D                | 10. Apr. 1972    | 6                | 1                | 5                | 6                | 6                | +10              | USA Hockey                            |
| 11               | Allison Mleczko   | F                | 14. Juni 1975    | 6                | 2                | 2                | 4                | 4                | +6               | Harvard University (ECAC)             |
| 2                | Tara Mounsey      | D                | 12. März 1978    | 6                | 2                | 4                | 6                | 12               | +4               | Brown University (ECAC)               |
| 14               | Vicki Movsessian  | D                | 6. Nov. 1972     | 6                | 1                | 0                | 1                | 10               | +7               | USA Hockey                            |
| 4                | Angela Ruggiero   | D                | 3. Jan. 1980     | 6                | 0                | 0                | 0                | 18               | +9               | Choate Rosemary Hall (US High School) |
| 12               | Jenny Schmidgall  | F                | 12. Jan. 1979    | 6                | 2                | 3                | 5                | 2                | +2               | Edina High School (US High School)    |
| 22               | Gretchen Ulion    | F                | 4. Mai 1972      | 6                | 3                | 5                | 8                | 4                | +3               | USA Hockey                            |
| 9                | Sandra Whyte      | F                | 24. Aug. 1970    | 6                | 2                | 2                | 4                | 0                | +1               | USA Hockey                            |

| Torhüterinnen | Torhüterinnen | Torhüterinnen | Torhüterinnen | Torhüterinnen | Torhüterinnen | Torhüterinnen | Torhüterinnen | Torhüterinnen | Torhüterinnen | Torhüterinnen | Torhüterinnen | Torhüterinnen                    |
| Nr.           | Name          | Geburtsdatum  | Sp            | S             | U             | N             | Min           | GT            | SO            | Sv%           | GTS           | Team                             |
| ------------- | ------------- | ------------- | ------------- | ------------- | ------------- | ------------- | ------------- | ------------- | ------------- | ------------- | ------------- | -------------------------------- |
| 1             | Sara DeCosta  | 13. Mai 1977  | 3             | 3             | 0             | 0             | 150           | 4             | 1             | 87,50         | 1,59          | Providence College (Hockey East) |
| 29            | Sarah Tueting | 26. Apr. 1976 | 4             | 3             | 0             | 0             | 210           | 4             | 1             | 93,75         | 1,15          | USA Hockey                       |

| Offizielle       | Offizielle         | Offizielle | Offizielle    |
| Funktion         | Nat.               | Name       | Geburtsdatum  |
| ---------------- | ------------------ | ---------- | ------------- |
| Cheftrainer      | Vereinigte Staaten | Ben Smith  | 22. Jan. 1946 |
| Assistenztrainer | Vereinigte Staaten | Tom Mutch  | 16. Juni 1967 |